# Corbeyrier
Corbeyrier − miejscowość i gmina (commune) w zachodniej Szwajcarii, w kantonie Vaud, w okręgu (district) Aigle.

## Demografia
W Corbeyrier mieszka 439 osób. W 2021 roku 8,2% populacji gminy stanowiły osoby urodzone poza Szwajcarią. 